# Церко, Об
Об Церко (англ. Aube Tzerko; 17 декабря 1908, Торонто — 29 сентября 1995, Лос-Анджелес, Калифорния) — американский пианист и музыкальный педагог.

## Биография
Окончил Чикагский музыкальный колледж (1927), ученик Моисея Богуславского. В 1928—1932 гг. в Берлинской Высшей школе музыки, сперва как ученик Артура Шнабеля, затем как его ассистент. В 1959—1992 гг. преподавал в Калифорнийском университете в Лос-Анджелесе, заведовал кафедрой фортепиано. Среди его учеников, в частности, Эдуард Ауэр и Миша Дихтер.
Был женат на танцовщице Саиде Джеррард (1913—2005).